# Herman Collenius

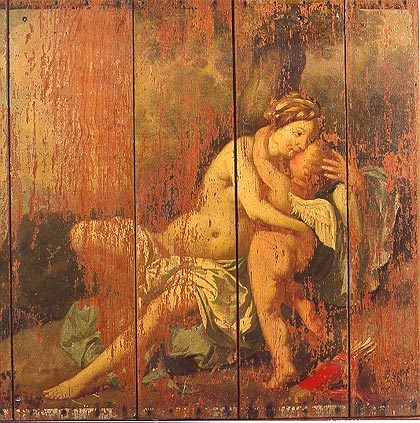
Herman Collenius, Venus liefkoost Amor, 1685, schildering op paneel, collectie Nationaal Rijtuigmuseum

Herman Collenius (Kollum, 1650 - Groningen, 1723) was een Groninger portret- en historieschilder. Hij maakte portretten en doeken van historische gebeurtenissen en was daarnaast ook actief als interieurschilder. Zijn bekendste werk op dit gebied is de versiering van het beroemde en tot de zeventiende eeuw grootste landhuis van de provincie Groningen, Nienoord in Midwolde in 1675.
Er zijn in Nederland drie straten naar hem vernoemd: één in Leek, één in Uithuizen, en één in Groningen. De Herman Colleniusstraat in Groningen is bekend om een van de twee watertorens die Groningen rijk is (al staat die formeel aan de Hofstede de Grootkade).

## Galerij

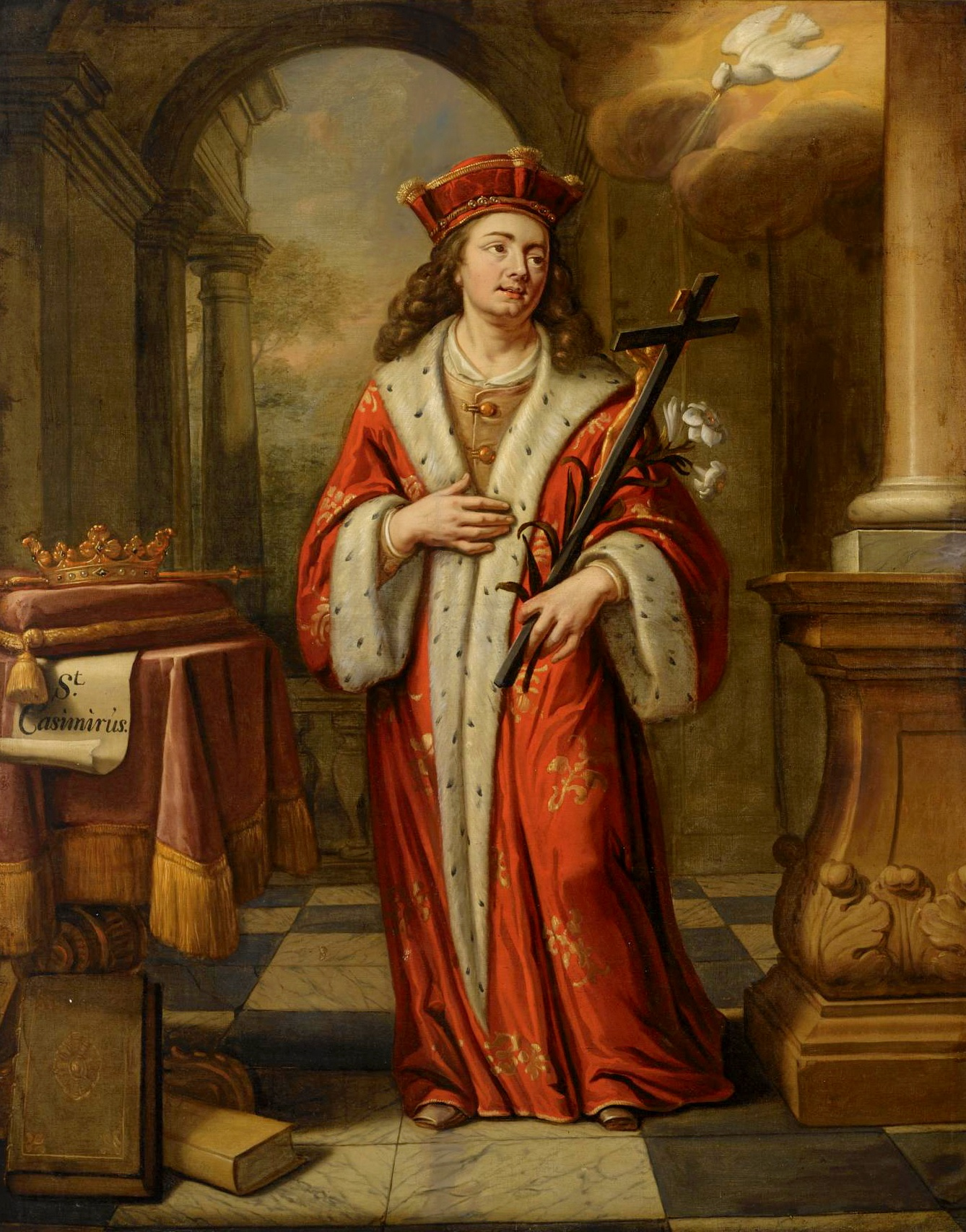
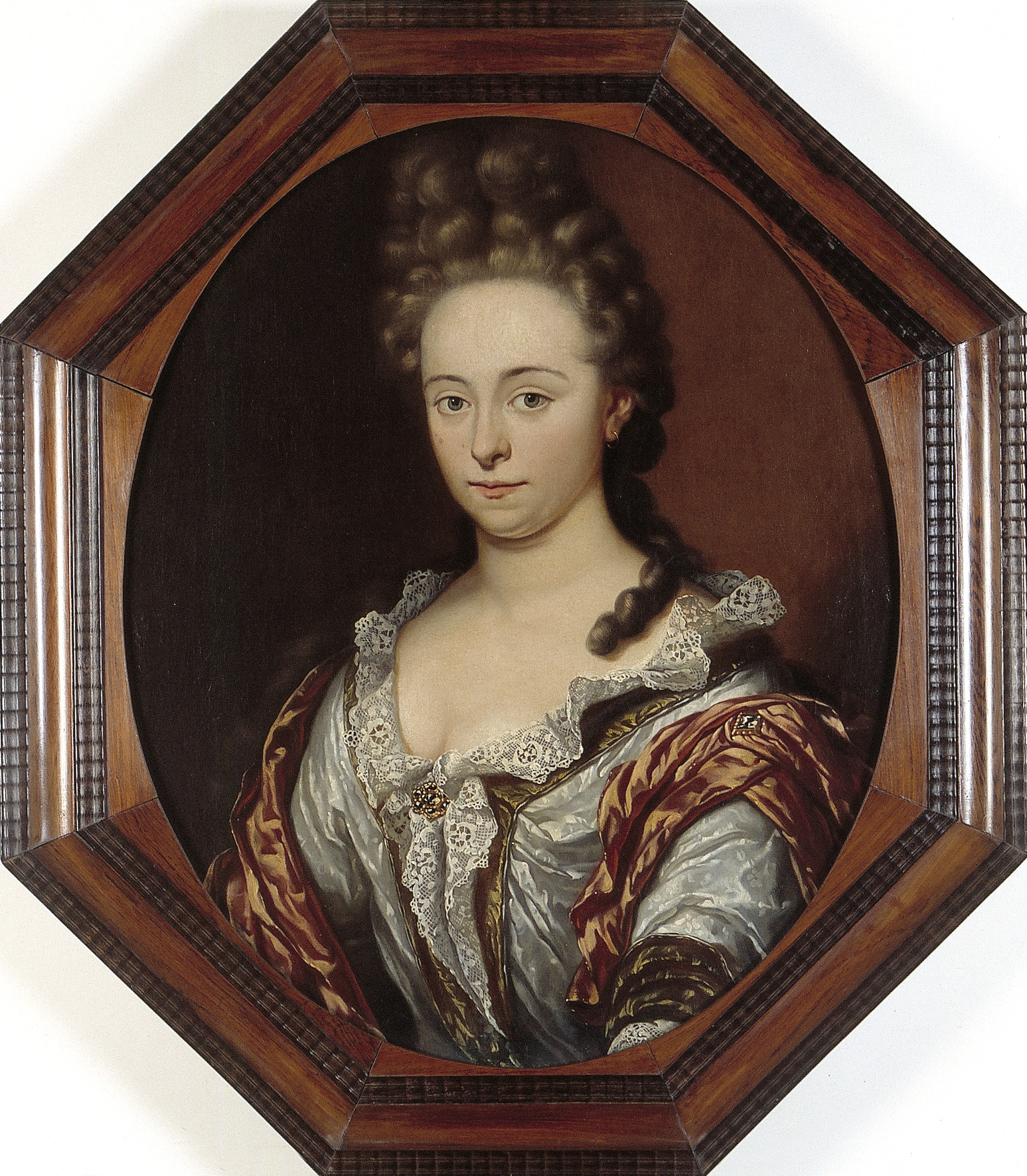
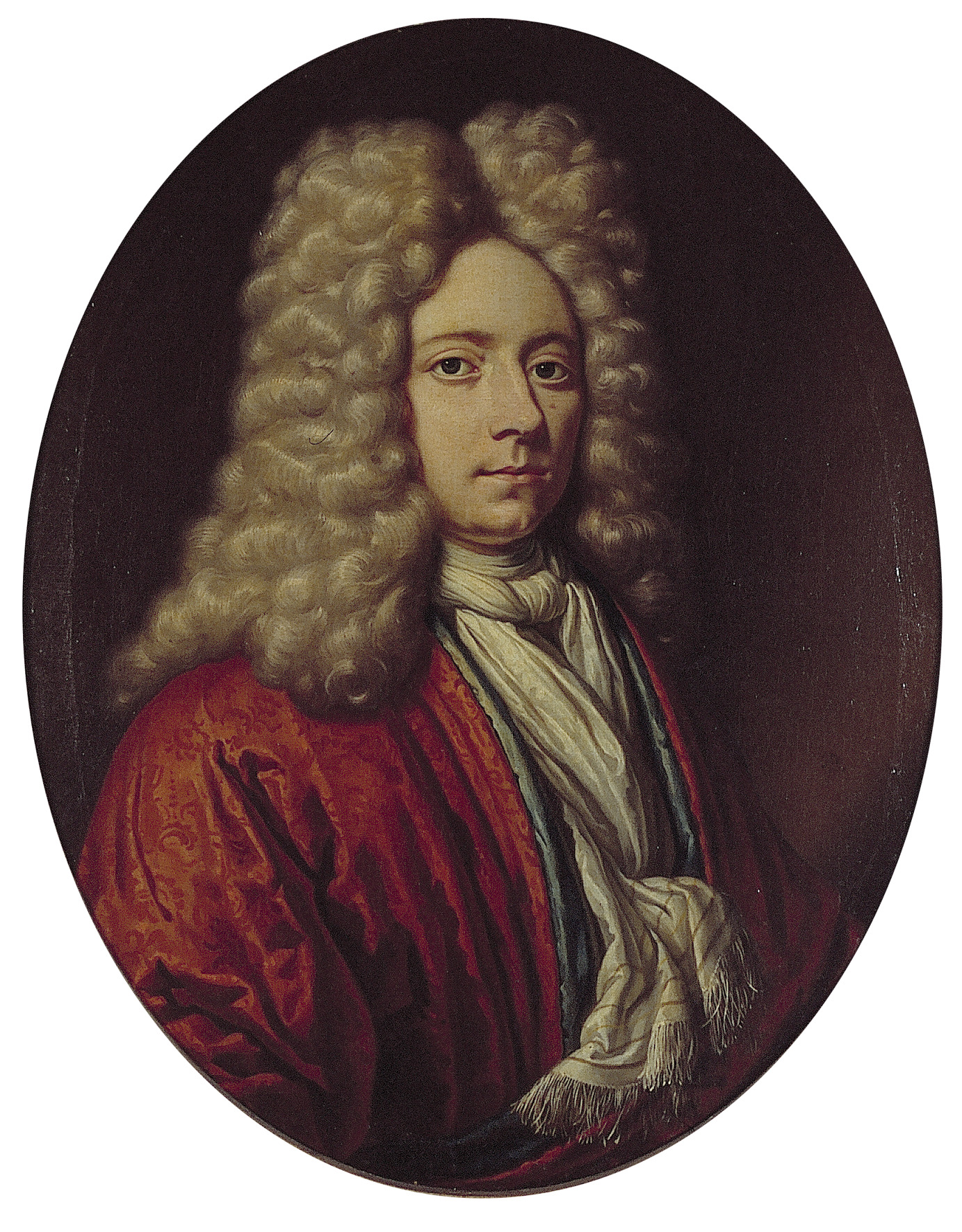
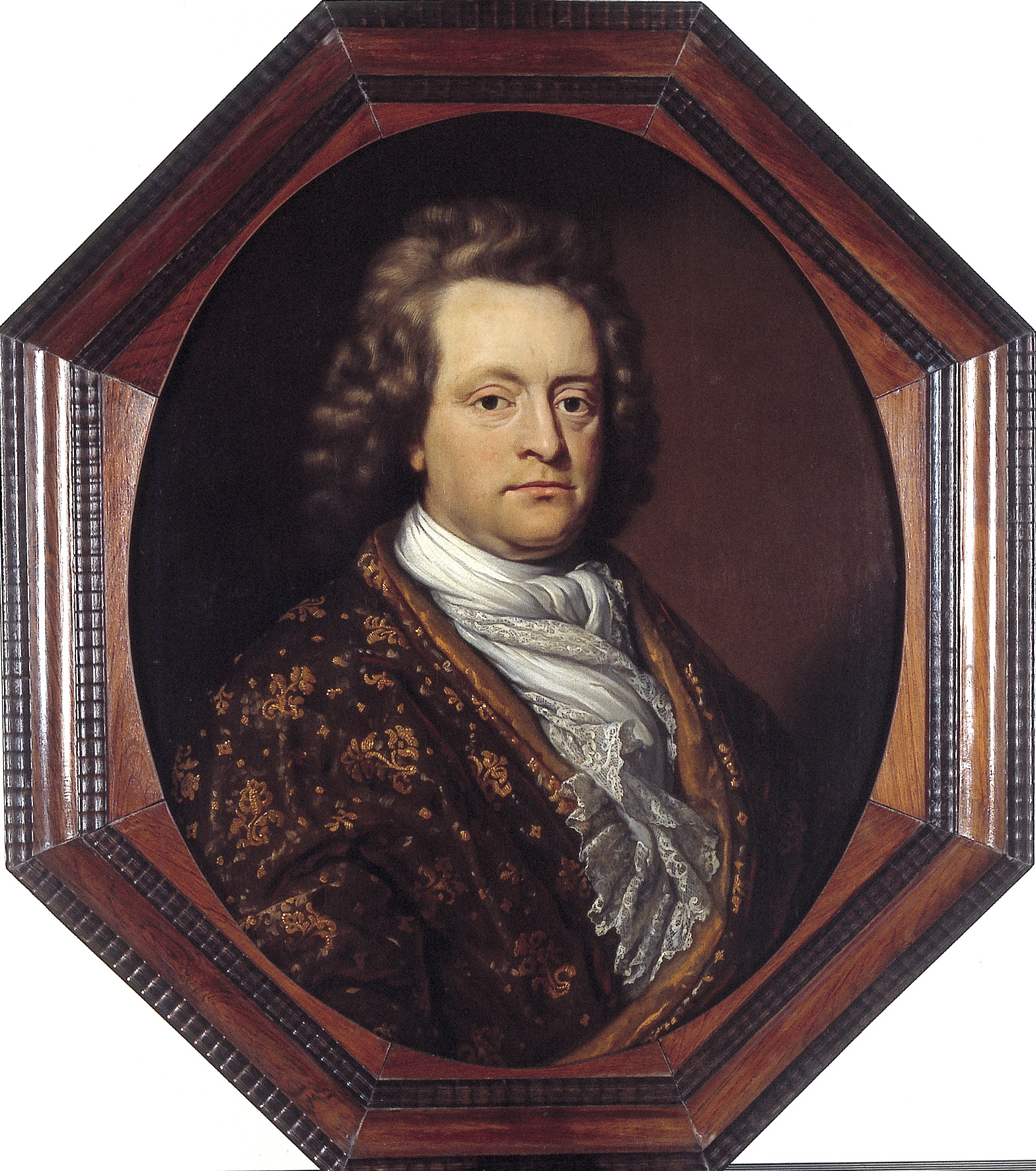
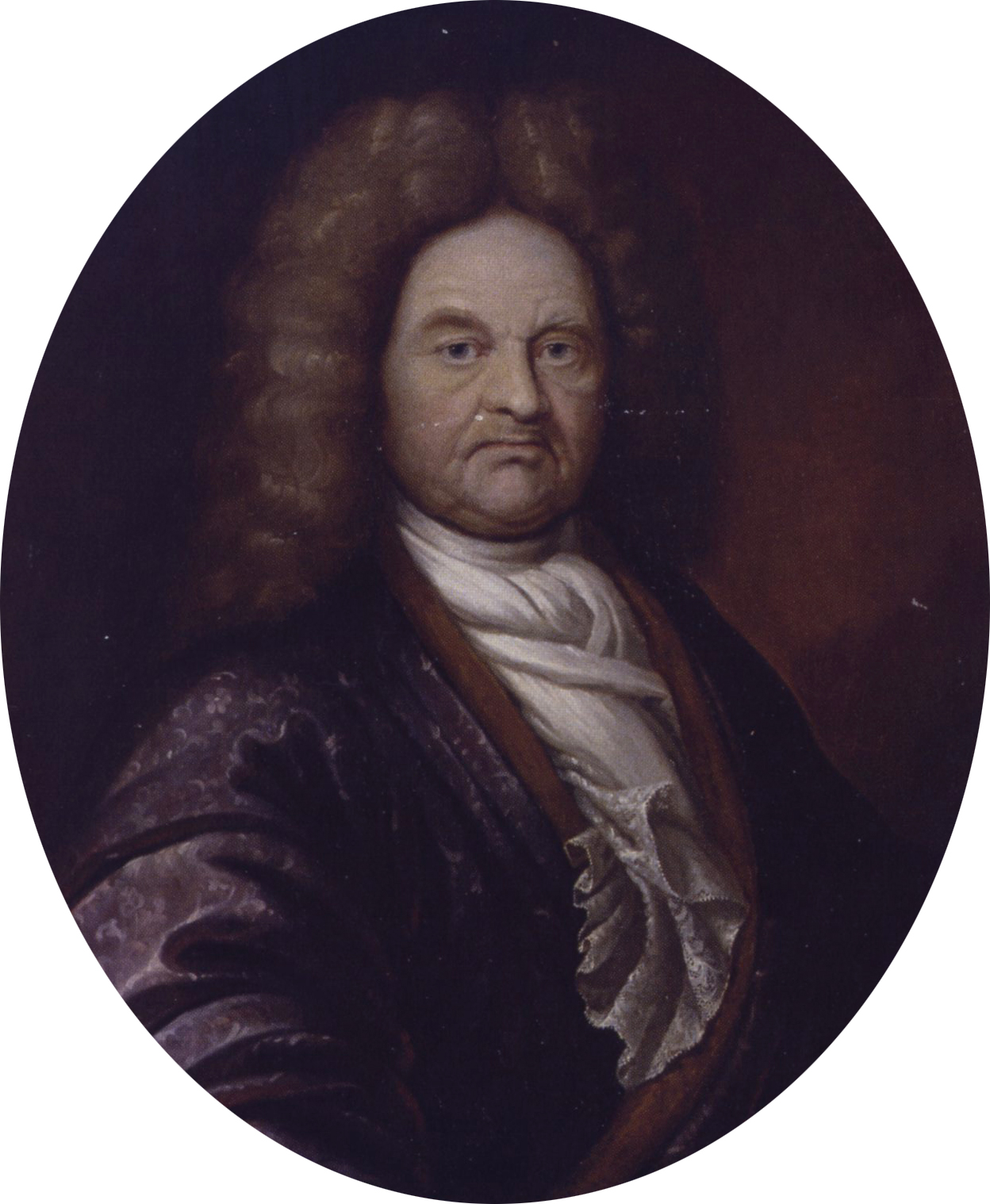

- Bibliothèque nationale de France: cb135138686 (data)
- Biografisch Portaal: 01807635
- Digitale Bibliotheek voor de Nederlandse Letteren: coll035
- Gemeinsame Normdatei: 120144824
- International Standard Name Identifier: 0000 0003 5400 1677
- Library of Congress Control Number: nr97029841
- RKD-Nederlands Instituut voor Kunstgeschiedenis: 17708
- Système universitaire de documentation: 050453408
- Union List of Artist Names: 500028086
- Virtual International Authority File: 95855003
- WorldCat: E39PBJrrBr6tQ7hqDDb8ChrrMP